# گرینلندین
| کواترنری    | کواترنری | کواترنری   | کواترنری        | کواترنری        |
| سامانه/دوره | ردیف/دور | اشکوب/عصر  | سن (میلیون سال) | سن (میلیون سال) |
| ----------- | -------- | ---------- | --------------- | --------------- |
| کواترنری    | هولوسن   | مگالاین    | ۰               | ۰/۰۰۴۲          |
| کواترنری    | هولوسن   | نورث‌گریپین | ۰/۰۰۴۲          | ۰/۰۰۸۲          |
| کواترنری    | هولوسن   | گرینلندین  | ۰/۰۰۸۲          | ۰/۰۱۱۷          |
| کواترنری    | پلیستوسن | تارانشین   | ۰/۰۱۱۷          | ۰/۱۲۶           |
| کواترنری    | پلیستوسن | چیبانین    | ۰/۱۲۶           | ۰/۷۸۱           |
| کواترنری    | پلیستوسن | کالابرین   | ۰/۷۸۱           | ۱/۸۰            |
| کواترنری    | پلیستوسن | گلاسین     | ۱/۸۰            | ۲/۵۸            |
| نئوژن       | پلیوسن   | پیاسنزین   | پیش از آن       | پیش از آن       |

گرینلندین (انگلیسی: Greenlandian) در مقیاس زمانی زمین‌شناسی، نخستین عصر یا اشکوب از دور یا ردیف هولوسن است که بخشی از دوره کواترنری و یکی از سه زیربخش هولوسن به‌شمار می‌رود. مرز زیرین عصر گرینلندین، نمونه نقطه و برش چینه‌گون مرزی جهانی از پروژه هسته یخی گرینلند شمالی است که در گرینلند مرکزی (مختصات: °۷۵٫۱۰۰۰ شمالی و °۴۲٫۳۲۰۰ غربی) واقع شده‌است. این نمونه با پایان یانگر درایاس مطابقت دارد.
عصر گرینلندین از سال ۹۷۰۰ پیش از میلاد یا سال ۳۰۰ گاه‌شماری هولوسن آغاز شده‌است. کمیسیون بین‌المللی چینه‌شناسی در ژوئیه ۲۰۱۸ این عصر را به همراه مگالاین و نورث‌گریپین به صورت رسمی به تصویب رساند.